# 非典型抑郁症
非典型抑郁症（Atypical Depression）屬於重度抑郁症與憂鬱症的亞型。在DSM-5（2013年更新版）中，重度抑郁症区分为六种亚型，其中一个即为非典型抑郁症。非典型抑郁症会出现反植物性症狀（Reversed vegetative symptoms），即暴饮暴食、睡眠过度这样与忧郁型抑郁症的食欲下降、失眠相反的症状，另考虑到其在重度抑郁症六种亚型中属于一种，中文语境下翻译成”反典型抑郁症“似乎更符合原意及其归类法。非典型憂鬱症患者与抑鬱型憂鬱（Melancholic depression）患者不同，前者能體驗正面事物帶來的心情改善，而后者縱使有好事發生也不能感受到正面的情緒。
“非典型”抑郁症并不意味着它不常见或不寻常。 其命名的原因有两个：它在忧郁性抑郁症被确诊后因其“独特”的症状而被确定，并且它对当时可用的两类不同类别的抗抑郁药的反应与忧郁性抑郁症不同（即MAOIs对非典型抑郁症具有临床显着益处，而三环类药物则不然）。 
非典型特征是抑郁症常常伴随的临床特征之一，占抑郁症总体人群的15%~50%，我国最新数据显示非典型特征在抑郁症患者中占比为15.3%。

## 病理生理学
嗜睡型抑郁症、非典型抑郁症、发作性睡病2型、严重慢性疲劳综合症这些与中枢特发性嗜睡症的持续嗜睡均科研上病理不明，均依赖排他性的诊断方式，有可能这几类病症的病理分型存在很大的重叠或者完全重叠。
针对以上几样至今科研上病理不明的嗜睡症，一个病理假说为觉醒控制核团（复旦大学等团队有通过动物实验复现这样的觉醒控制核团，如大小3-5MM的下丘脑室旁核；临床上的下丘脑综合症往往也会引发严重嗜睡）旁边的小血管堵住（小于1MM病变的话那么3T磁共振基本都看不见，3T磁共振基本是各大医院的最高场强磁共振设备了；进一步而言，即便全球最高端临床磁共振设备扫描此部位，1MM的分辨率限制也不一定提高多少，依旧存在盲点）导致二氧化碳超标，超标二氧化碳成为天然的7*24小时麻醉剂，从而引发嗜睡等复杂症状。
尽管研究表明抑郁症的各种病理生理学模型中存在差异性因素，但已经观察到非典型抑郁症和其他形式的抑郁症之间存在显着重叠。在内分泌模型中，有证据表明HPA 轴在忧郁型抑郁症中过度活跃，在非典型抑郁症中低活跃。通过言语流畅性测试和精神运动速度测试，可以将非典型抑郁症与忧郁性抑郁症区分开来。尽管两者都在视觉空间记忆和语言流畅性等多个领域表现出损害，但忧郁症患者往往比非典型抑郁症患者表现出更多的损害。 
此外，关于抑郁症的炎症理论，与非非典型抑郁症相比，非典型抑郁症的炎症血液标记物（细胞因子）似乎更高。 

## 診斷標準
美国《精神疾病診斷與統計手冊》是当前国际上廣泛用以診斷精神疾病的指南。在其第四修訂版（DSM-IV-TR， 2000年出版）中，定義了非典型憂鬱症是憂鬱症或慢性憂鬱症（輕鬱症）的亞型，其非典型特徵有：
A. 情緒反動（也就是說，因現實中或可能的正面事情使得心情活躍起來）
B. 至少有以下兩種情況：
1. 體重的大量增加與食慾大增，「大吃大喝而有滿足感」。（進食障礙）
2. 嗜睡症（Hypersomnia）（睡眠過度，相對於抑鬱型憂鬱所表現的失眠。）
3. 鉛樣癱瘓（Leaden paralysis）（也就是說，手臂或腿部會有無力感）
4. 長期對人際互動上受到的排斥（Social rejection）過度敏感（Highly sensitive person）而導致嚴重的社交或職涯傷害。（不限定於有心情困擾的期間；憤怒、歇斯底里、侵略性與不理性反應的發作）

C. 在相同的發作期間不符合抑鬱型憂鬱或緊張性憂鬱症（Catatonic Depression）的特徵。
在美国《精神疾病诊断统计手册》DSM-5（2013年更新版）中将非典型抑郁症定义为具有“非典型特征” 的重度抑郁症亚型，其非典型特征与DSM-IV-TR版本定义的非典型特征大同小异。
在《國際疾病與相關健康問題統計分類－第十版》（ICD-10）的分類上，它屬於 F32 或 F39。

## 治疗
由于非典型抑郁症和忧郁性抑郁症的临床表现存在差异，因此在 20 世纪 80 年代和 90 年代进行了研究，以评估现有抗抑郁药物疗法在这部分患者中的治疗反应。 目前， SSRIs 、 SNRIs 、 NRIs和米氮平等抗抑郁药由于疗效好且副作用比以前的治疗方法少，被认为是治疗非典型抑郁症的最佳药物。 安非他酮是一种去甲肾上腺素再摄取抑制剂，可能特别适合治疗成人嗜睡和食欲增加等非典型抑郁症状。 莫达非尼有时被成功用作标签外治疗选择。 
2000年之前，单胺氧化酶抑制剂（MAOIs）被证明在治疗非典型抑郁症方面比其他抗抑郁药具有更优越的疗效，并被用作该临床表现的一线治疗。随着上述选择性药物的出现，这类药物开始流行，因为人们担心与富含酪胺的食物（例如一些陈年奶酪、某些类型的葡萄酒、啤酒和蚕豆）相互作用会导致高血压危机和一些（但不是全部）拟交感神经药物，以及与血清素再摄取剂同时使用时出现血清素综合征的风险。尽管存在这些担忧，当其他选择已用尽时，它们仍然用于治疗耐药的病例，并且与以前的药物疗法相比，通常显示出更高的缓解率。许多患者通常对它们的耐受性也更好。 还有更新的选择性和可逆性 MAOIs，例如吗氯贝胺，其酪胺增强的风险要低得多，并且与其他药物的相互作用较少。 
三环类抗抑郁药(TCA) 在 2000 年之前也被用于治疗非典型抑郁症，但不如 MAOIs 有效，并且由于 TCA 的副作用难以耐受且有更充分的治疗方法可供使用，因此已不再受到处方医生的青睐。 
一项试点研究表明，对于一部分非典型抑郁症患者来说，认知行为疗法(CBT) 等心理疗法可能与 MAOIs 具有相同的疗效，尽管样本量较小且未达到统计学显着性。 这些是与精神病学家或临床心理学家进行的谈话治疗课程，以帮助个人识别可能影响其精神状态的令人不安的想法或经历，并针对每个已识别的问题制定相应的应对机制。 

## 流行病学
非典型抑郁症的真实患病率很难确定。对诊断为抑郁症的患者进行的几项研究表明，约 40% 的患者表现出非典型症状，其中女性患者的症状是其四倍。 
研究还表明，非典型抑郁症往往发病较早，青少年和年轻人比老年患者更容易出现非典型抑郁症。 非典型抑郁症患者在童年时期遭受忽视和虐待的比例较高，家庭中酗酒和吸毒的比例也较高。 总体而言，排斥敏感性是最常见的症状，由于一些研究放弃了这一标准，因此人们担心其患病率会被低估。 

## 研究
一般而言，非典型憂鬱症比其他種類的憂鬱症更有可能造成機能受損。非典型憂鬱症是種慢性症候群，与其他種類的憂鬱症相比更容易於年輕時罹患－通常從青少年時期開始。同樣地，非典型憂鬱症患者更可能罹患其他種類的精神障礙症候群，像是恐慌症、社交恐懼症、逃避性人格障礙，或軀體變形障礙（Body dysmorphic disorder）。
藥物治療的反應在慢性的非典型憂鬱與急性的抑鬱型憂鬱之間是不同的。一些研究认为使用已行之有年的藥物，如單胺氧化酶抑制劑（MAOI），也許對治療非典型憂鬱症較有效果，現代的选择性5-羟色胺再吸收抑制剂（SSRI）也被认为有效，然而三環抗抑鬱藥（Tricyclic antidepressant）则不太适合此病症。此外選擇性血清素再吸收抑制劑的藥效可以與其他輔助藥劑一起使用以增強药效，且輔以適當的心理治療能讓藥物療效達到最好。切記像恐慌症這樣共同並存的症狀，也許要靠額外的藥物才能完全痊癒。
目前已注意到，有些非典型憂鬱症的病人，經常受到因強烈渴望醣類而造成的痛苦，而礦物質毗啶甲基鉻（Chromium picolinate）的補充可緩和這些渴望感。也發現它對某些非典型憂鬱症的患者有抗憂鬱的效果。促醒剂莫达非尼在对抗非典型抑郁症方面显示出相当大的效果，即使在停止治疗后仍能保持这种效果。
某些假說認為非典型憂鬱症也許與甲狀腺調節異常有關。某些研究已發現非典型憂鬱症的人們有些許甲狀腺異常。另一項研究建議病人也許能從用於治療甲狀腺機能減退（Hypothyroidism）的甲狀腺素中得到幫助。

## 外部連結
1. （英文）「非典型」憂鬱症事實上非常「典型」 （页面存档备份，存于）
2. （英文）非典型憂鬱症與下視丘-腦垂腺-腎上腺功能